# Pakistaji (Kabat)
Pakistaji is een bestuurslaag in het regentschap Banyuwangi van de provincie Oost-Java, Indonesië. Pakistaji telt 5768 inwoners (volkstelling 2010).